# Óe Kenzaburó
Óe Kenzaburó (japán írással 大江健三郎, Hepburn-átírással Ōe Kenzaburō; Ósze, Ehime prefektúra, 1935. január 31. – 2023. március 3.) a kortárs japán irodalom jelentős alakja, aki 1994-ben elnyerte az irodalmi Nobel-díjat.
1935. január 31-én született egy sikokui faluban. Tizennyolc éves korában Tokióba költözött, hogy francia irodalmat tanuljon a Tokiói Egyetemen, és a kortárs francia és egyesült államokbeli irodalom intenzív hatása alatt még diákkorában, 1957-ben írni kezdett.

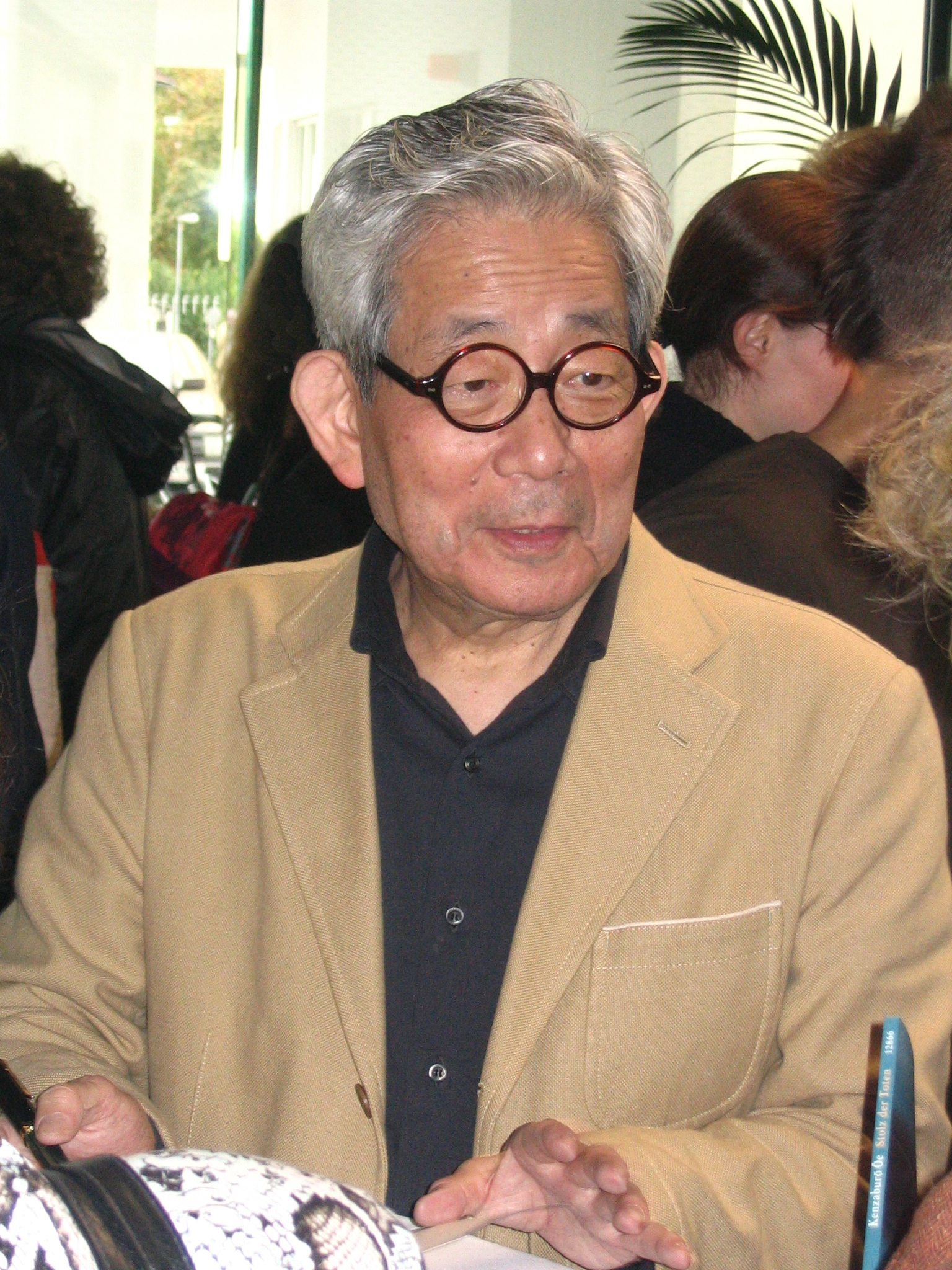
Óe Kenzaburó

Óe, akinek fia, Óe Hikaru értelmi fogyatékos, gyakran mélyen személyes, félig önéletrajzi jellegű műveket alkotott, 1968-as Személyes ügy című regénye (個人的な体験, Kodzsinteki na taiken) például egy olyan ember története, akinek dűlőre kell jutnia fia értelmi fogyatékosságával.

## Megjelent művei

### Magyar fordításban
- Mint egy állatot (novella; in: Modern japán elbeszélők, Európa, Bp., 1967; Tanúvallomás egy perhez. Elbeszélések a II. világháborúról; Európa, Bp., 1970; ford. Sz. Holti Mária)
- Birka emberek (novella; in: Nagyvilág, 1968/12, 1763–1773. o.; ford. Vihar Judit)
- Szabad tengerjárók (regényrészlet; in: Nagyvilág, 1979/11., 1666–1694. o.; ford. Kalmár Éva)
- Különös munka (novella; in: Nagyvilág, 1994/12., 973–983. o.; ford. Vihar Judit)
- Futball 1860-ban (novella; in: Nagyvilág, 1995/3., 208-211. o.; ford. Vihar Judit)
- A bolygó elhagyatott gyermekei (novella; in: Mesélő; Ulpius-ház, Bp., 2006)
- Futball-lázadás (Image, Bp., 1997; Metropolis Media, Bp., 2011, Irodalmi Nobel-díjasok könyvtára; ford. Vihar Judit)

### További művei angolul
- Nip the Buds, Shoot the Kids (1958)
- A Personal Matter (1968)
- The Silent Cry (1974)
- Teach Us to Outgrow Our Madness (1977)
- Hiroshima Notes (1982)
- Sometimes the Heart of a Turtle (1984)
- Japan's Dual Identity: A Writer's Dilemma (1988)
- Rouse Up O Young Men of the New Age! (2003)
- Somersault (2003)

### Egyéb vonatkozó anyagok
- Óe Kenzaburó Budapesten (Keleti Kommunikációs és Továbbképző Intézet, Bp., 1997; Keleti füzetek); Óe Kenzaburó angol nyelvű előadása az Európai Japanológusok Szövetsége 8. konferenciáján, 1997. augusztus 27.